# Matias Martinius
Matias Martinius, född 2 februari 1655 i Tulois, död 1 september 1728 i Hauho, var en finländsk grammatiker.
Martinius, som hade allmogeföräldrar, blev 1678 student vid Kungliga Akademien i Åbo och 1688 lektor vid Viborgs gymnasium, där han tre gånger valdes till rektor. Vid Viborgs intagande av ryssarna 1710 togs han till fånga, men frigavs snart och utnämndes 1711 till kyrkoherde i Hauho. Under stora ofredens senare år tvingades han (1713) fly över till Sverige, där han stannade till 1722 och deltog i riksdagen 1719 som representant för de från Viborg flydda prästerna. 
Martinius förnämsta verk är Hodegus finnicus... eller finsk vägvisare, allom dem, som finska tungomålet ex fundamento declinera, conjugera, construera och elliest lära villia, ganska nyttig (Stockholm 1689), som dock egentligen är endast en ny, med obetydliga förändringar och tillägg försedd upplaga av Aeschillus Petraeus "Linguæ finnicæ brevis institutio" (1649), den första grammatiken över finska språket.